# Serval (katachtige)
De serval (Leptailurus serval) is een zoogdier uit de familie van de katachtigen. De wetenschappelijke naam van de soort werd in 1776 als Felis serval gepubliceerd door Johann Christian von Schreber. De naam 'serval' werd al in 1765 door Georges-Louis Leclerc de Buffon gebruikt voor een gevlekte kat die op dat moment in de koninklijke stallen van Versailles werd gehouden. Buffon merkt over de naam op dat die door de Portugezen in Indië werd gebruikt voor een katachtige die de Fransen 'maraputé' noemden. De soort werd in 1858 door Nikolaj Aleksejevitsj Severtsov in het geslacht Leptailurus geplaatst, waarin het de enige soort is.
Deze katachtige leeft op de Afrikaanse savannen.

## Veldkenmerken
De serval is een middelgrote katachtige met zeer lange poten (relatief de langste poten van alle katachtigen), een kort staartje, lange nek en een kleine kop met grote, afgeronde oren en een korte snuit. De vacht is geelbruin van kleur, met een onregelmatige tekening van zwarte strepen en vlekken. Een zwarte kleurvariëteit is in sommige gebieden algemeen, vooral in bergachtige streken als het Ethiopisch Hoogland, terwijl in Oeganda en Oost-Congo-Kinshasa een variëteit met een meer gespikkelde vacht algemeen is. De onderzijde is vuilwit van kleur. De korte staart is afwisselend zwart en geelbruin geringd. De achterzijden van de oren zijn zwart, met een duidelijke witte vlek in het midden.
Hij heeft een kop-romplengte van 67 tot 100 centimeter. De staart is 24 tot 35 centimeter. Mannetjes zijn groter dan vrouwtjes. Mannetjes wegen 10 tot 18 kilogram (gemiddeld 13 kilogram), vrouwtjes wegen 6 tot 12,5 kilogram (gemiddeld 11 kilogram).

## Verspreiding en leefgebied
De serval leeft voornamelijk in savannes en open graslanden, maar ook in open bossen, langs de bosrand, in bergheidegebieden en in rietvelden rond moerassen. Hij leeft voornamelijk in gebieden met hoger gras. Hij komt voor in het grootste deel van Afrika ten zuiden van de Sahara (met uitzondering van de dichte regenwouden en zeer droge woestijnen) en in Noordwest-Afrika. De serval is verdwenen in dichtbevolkte gebieden als het grootste deel van Zuid-Afrika.

## Ecologische niche
De serval heeft een uitstekend gehoor. Daarmee vindt hij knaagdieren en andere prooien onder de grond of tussen het hoge gras van zijn leefgebied. Dankzij zijn lange poten kan hij over het hoge gras kijken. De in Zuid-Amerika levende manenwolf, een hondachtige, bezet een vergelijkbare ecologische niche en is op een soortgelijke manier aangepast aan de jacht op knaagdieren in gebieden met hoog gras.

## Voedsel
Zijn dieet bestaat uit kleine zoogdieren (tot de grootte van een haas), hagedissen, slangen, vogels en insecten. Soms worden ook vruchten, vissen en kikkers gegeten en ook jonge antilopen worden soms bejaagd. De belangrijkste prooi zijn muizen, die hij door zijn uitstekende gehoor tussen het hoge gras of onder de grond weet te vinden.
Zijn dagritme past hij aan de prooi aan: als er veel dagactieve muizen als Arvicanthis voorkomen, dan jaagt de serval voornamelijk overdag, zijn vooral nachtactieve muizen als Otomys en Dasymys algemeen, dan jaagt hij voornamelijk 's nachts. Heeft hij eenmaal een prooi gevonden, bespringt hij het dier met een snelle sprong. Ondergrondse prooidieren worden uitgegraven of uit hun hol getrokken met de lange voorpoten. Ook kan hij vogels met een sprong uit de lucht grijpen. De gevangen prooi wordt kaalgeplukt. Delen van grotere prooidieren worden ondergronds opgeslagen. Ook pluimvee wordt gegeten. Hierbij kan hij veel schade aanrichten bij pluimveehouders.

## Leefwijze
De serval is een solitaire soort. Hij leeft in een klein territorium dat wordt verdedigd tegen andere servals. Het omliggende gebied (tot 30 km²) wordt echter gedeeld met andere servals. Het territorium wordt afgebakend met urine. Bij ontmoetingen tussen servals knikken de dieren hun kop op en neer. Vaak maken de servals zich hierbij zeer groot door op de tenen te gaan staan, met gekromde rug. Bij agressie maakt het dier grommende en blaffende geluiden en haalt hij uit met zijn klauwen. Als schuilplaats dient een ondergronds hol of een ruimte tussen rotsen of dichte vegetatie.

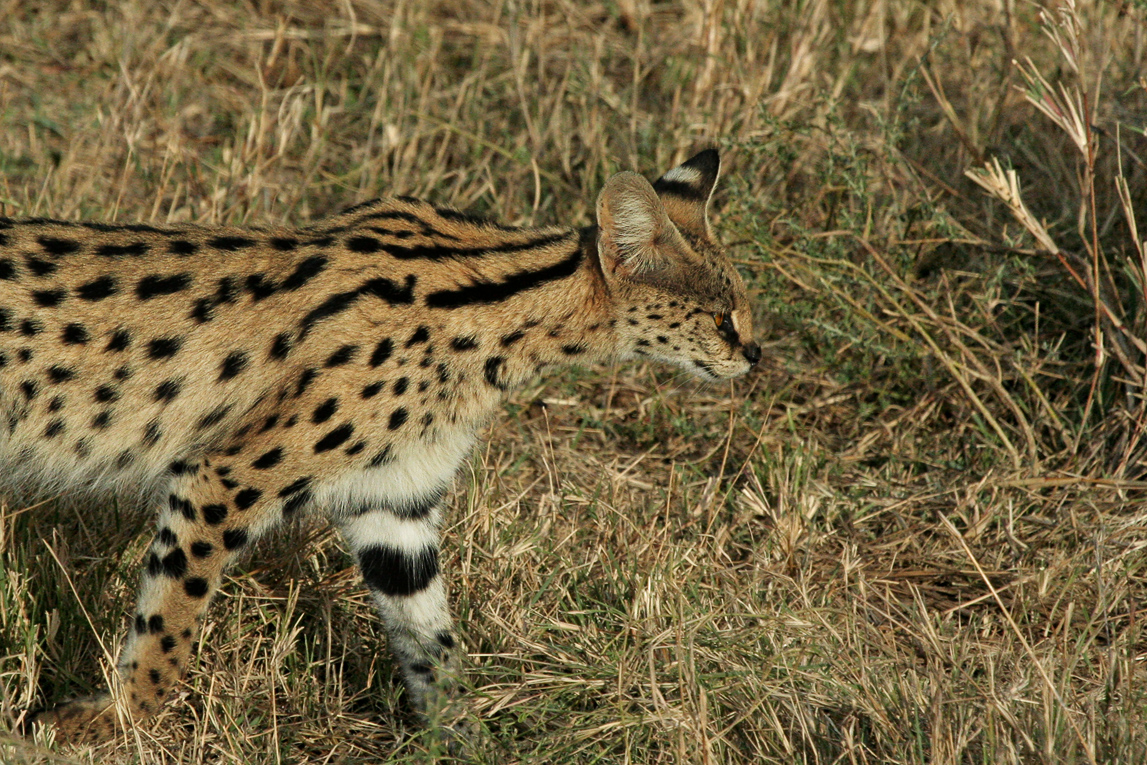

## Voortplanting en levensloop
Een krolse servalpoes slaakt luide schreeuwen, wrijft met haar flanken en spuit urine. Na een draagtijd van 67 tot 77 dagen worden twee tot drie kittens geboren in een schuilplaats tussen het lange gras, in dicht struikgewas of in een holte tussen rotsen. De kittens zijn bij de geboorte blind en hulpeloos en hebben vrij kleine oren. Moeder versleept haar jongen regelmatig naar nieuwe schuilplaatsen. Na vier tot vijf weken krijgen ze voor het eerst vlees, maar ze worden nog gezoogd tot ze een maand of zes oud zijn. Na een jaar zijn ze onafhankelijk. Mannelijke jongen worden dan verjaagd, vrouwelijke jongen worden door de moeder getolereerd. Een serval is geslachtsrijp als hij twee jaar oud is.
De serval wordt gemiddeld tussen de dertien en twintig jaar oud.

## Verwanten
De nauwste verwanten van de serval zijn vermoedelijk de Afrikaanse goudkat en de caracal. Als de drie soorten samen in één geslacht geplaatst zouden worden, dan zou daarvoor de naam Caracal Gray 1843 gebruikt moeten worden.
De grootste huiskat ter wereld, de asherakat, is een kruising van de Afrikaanse serval en de Bengaalse tijgerkat uit Azië. Deze hybride, die mogelijk slechts een variant is van de savannah, is in veel landen verboden.

## Serval als huisdier
Vanaf 1 juli 2024 is het in Nederland verboden de serval als huisdier aan te schaffen. De serval zal namelijk niet op de uitgestelde “Huis- en hobbydierenlijst” staan. Servals die op dat moment nog leven en als huisdier gehouden worden, mogen bij hun eigenaar blijven tot deze overlijden. Daarmee wil het ministerie van Landbouw voorkomen dat mensen niet-toegestane huisdieren loslaten in de natuur. Daar kunnen zij grote schade aanrichten of inheemse soorten verdrukken. Ook in België is het houden van een serval verboden. In Vlaanderen is voor het houden van servals een vergunning vereist.